# Distrito electoral de Cleveland (condado de Pierce, Nebraska)
Cleveland (en inglés: Cleveland Precinct) es un distrito electoral ubicado en el condado de Pierce en el estado estadounidense de Nebraska. En el Censo de 2010 tenía una población de 265 habitantes y una densidad poblacional de 2,85 personas por km².

## Geografía
Cleveland se encuentra ubicado en las coordenadas 42°7′38″N 97°33′10″O / 42.12722, -97.55278. Según la Oficina del Censo de los Estados Unidos, Cleveland tiene una superficie total de 93.08 km², de la cual 91.58 km² corresponden a tierra firme y (1.61%) 1.5 km² es agua.

## Demografía
Según el censo de 2010, había 265 personas residiendo en Cleveland. La densidad de población era de 2,85 hab./km². De los 265 habitantes, Cleveland estaba compuesto por el 100% blancos.